# Faut-il les marier ?
Pour plus de détails, voir Fiche technique et Distribution.
Faut-il les marier ? est un film français réalisé par Pierre Billon et Karel Lamač, sorti en 1932.

## Fiche technique
- Titre : Faut-il les marier ?
- Réalisation : Pierre Billon et Karel Lamač
- Scénario : Henri-Georges Clouzot, Hans H. Zerlett et Walter Wassermann
- Décors : Otto Erdmann	et Hans Sohnle
- Photographie : Otto Heller
- Montage : Ensick
- Musique : Rolf Marbot et Bert Reisfeld
- Société de production : Les Films Osso
- Pays d'origine : France
- Format : Noir et blanc  - 1,37:1 - Mono
- Genre : Comédie
- Durée : 86 minutes
- Date de sortie : 
  - France : 1er juillet 1932

## Distribution
- Anny Ondra : Anny
- Lucien Baroux : Professeur Bock
- Marcelle Praince : Miss Flora
- Charles Lamy : Professeur Petou
- Jean-Pierre Aumont : Jim
- Rachel Launay : Madame Bock
- Henri Kerny : L'inspecteur d'académie

## À noter
- Ce film est la version française de Die grausame Freundin (La maîtresse cruelle) tourné en langue allemande avec une distribution différente (hormis pour le rôle d'Anny).
- Il ne reste aujourd'hui plus qu'une copie de ce film, la version française, fragmentaire et non restaurée, conservée au Centre national du cinéma et de l'image animée (CNC)[1].